# Abadia de Maredsous
A Abadia de Maredsous é uma abadia beneditina fundada em 1872 na cidade de Denée, Bélgica.

## História
A Abadia foi fundada pelo abade Maurus Wolter no ano de 1872, com ajuda da família Desclée (família de empreendedores belgas). D. Maurus era muito próximo do abade da Abadia de Bauron, na  Alemanha. A consagração da Abadia de Maredsous foi em 1888.

## Tradução da Bíblia
Os monges beneditinos da Abadia traduziram a Bíblia dos originais em hebraico, grego e aramaico. No Brasil, pode-se encontrar tal tradução na Bíblia publicada pela editora Ave Maria.

## Produtos
Além da vida monástica, os monges da Abadia, seguindo a frase de São Bento, Ora et labora (Reze e trabalhe), se dedicam à fabricação de produtos como cerveja e queijos. Atualmente a Abadia produz três tipos de cerveja: clara, escura e a cremosa triple, cujo teor alcoólico é de 10%. Além das cervejas, a Abadia também produz, desde 1953, o queijo Maredsous a partir de leite de vacas criadas no próprio Mosteiro.